# Rhynchina angustata
Rhynchina angustata är en fjärilsart som beskrevs av Butler 1879. Rhynchina angustata ingår i släktet Rhynchina och familjen nattflyn. Inga underarter finns listade.